# Andrius Skerla
Andrius Skerla (ur. 29 kwietnia 1977 w Wilnie) – litewski piłkarz występujący na pozycji obrońcy, reprezentant Litwy w latach 1996–2011, trener piłkarski.

## Kariera klubowa
Rozpoczął profesjonalną karierę w 1995 w FK Žalgiris Wilno, z którym w 1997 roku zdobył Puchar Litwy. Przed rundą wiosenną sezonu 1998 przeniósł się do holenderskiego PSV Eindhoven, w barwach którego wystąpił w Eredivisie 25 razy. Ze względu na kontuzję miał niewielki udział w wywalczonym w sezonie 1999/00 mistrzostwie kraju.

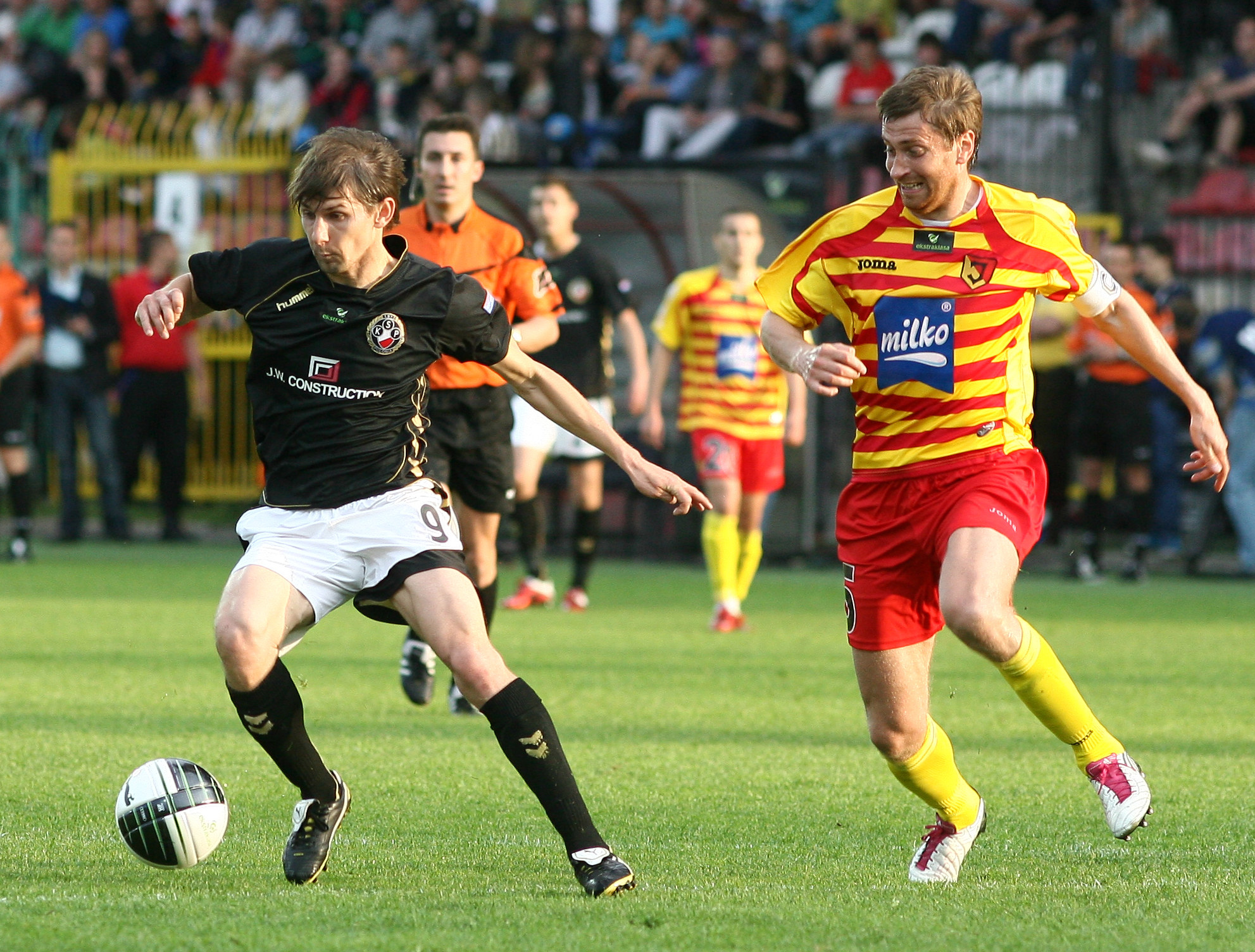
Andrius Skerla (z prawej) w walce z Euzebiuszem Smolarkiem (2011)

W tym samym roku podpisał trzyletni kontrakt z grającym w Scottish Premier League Dunfermline Athletic F.C. Menedżer klubu Jimmy Calderwood umieścił Skerlę w pierwszym składzie. Po jednym sezonie w Szkocji media spekulowały o możliwości przejścia Litwina do Rangers FC, lecz do takiego transferu nie doszło. W 2004 Skerla wystąpił w finale Pucharu Szkocji, w którym Dunfermline zmierzyło się z Celtic F.C.. Zdobył jedyną bramkę dla swojego klubu, jednak spotkanie zakończyło się zwycięstwem 3:1 drużyny z Glasgow. Skerla opuścił Szkocję w 2005 roku. Po zakończonych niepowodzeniem negocjacjach z Rubinem Kazań, którego przedstawiciele nie byli skłonni zapłacić zaproponowanej przez Dunfermline ceny 200 tys. funtów, ostatecznie podpisał kontrakt z beniaminkiem rosyjskiej Premier Ligi Tomem Tomsk.

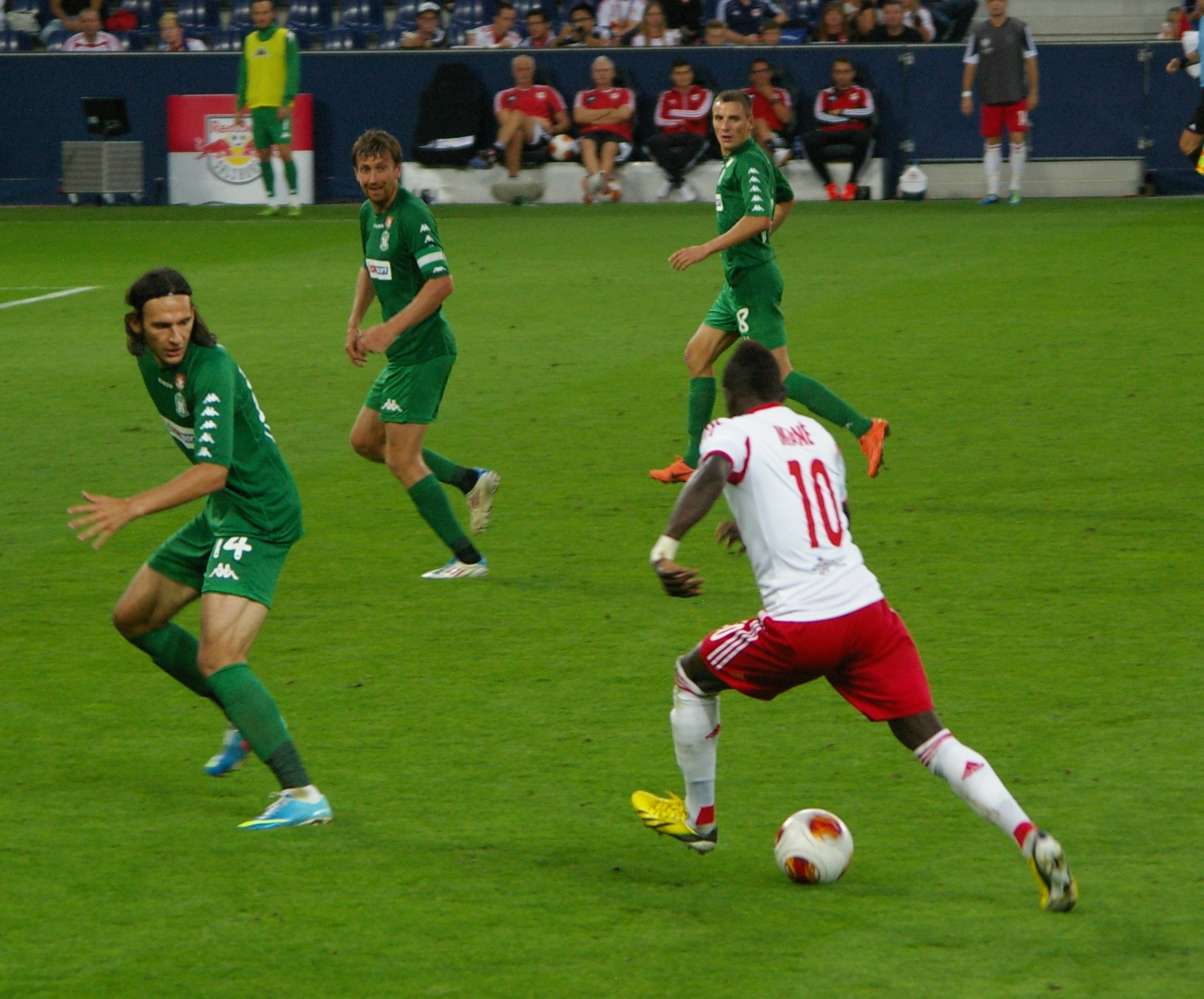
Skerla w meczu z Admirą Wacker w 2012

W 2007 występował w litewskiej FK Vėtra. Później trafił do Korony Kielce, w której rozegrał 26 meczów i zdobył 2 bramki. Od jesieni 2008 do 20 stycznia 2012 Skerla był zawodnikiem i drugim kapitanem Jagiellonii Białystok. Występował z numerem 5 na koszulce. Strzelił jedynego gola w finałowym meczu Pucharu Polski 2009/10, dzięki czemu Jagiellonia Białystok zdobyła trofeum pokonując Pogoń Szczecin. 20 stycznia 2012 rozwiązał za porozumieniem stron kontrakt z białostockim klubem. Po powrocie na Litwę został ponownie zawodnikiem FK Žalgiris Wilno, z którym podczas dwóch rozegranych w nim sezonów zdobył mistrzostwo Litwy i dwa puchary krajowe. Po sezonie 2013 w A lyga zakończył karierę piłkarską. W FK Žalgiris Wilno występował z numerem 2 na koszulce.

## Kariera reprezentacyjna
W reprezentacji Litwy zadebiutował w rozegranym 3 listopada 1996 w Wilnie towarzyskim meczu z Indonezją. Jedyną bramkę dla narodowej drużyny zdobył w meczu przeciwko Wyspom Owczym 7 października 2006 w swym 50. występie dla Litwy. Karierę w reprezentacji zakończył 11 października 2011 występem w przegranym 1:4 meczu kwalifikacji EURO 2012 przeciwko reprezentacji Czech. Ogółem w latach 1996–2011 rozegrał w drużynie narodowej 84 spotkania i zdobył 1 bramkę.

### Bramki w reprezentacji
| LP | Data                | Miejsce              | Przeciwnik  | Bramka | Rezultat | Ranga meczu                       |
| -- | ------------------- | -------------------- | ----------- | ------ | -------- | --------------------------------- |
| 1. | 7 października 2006 | Tórsvøllur, Tórshavn | Wyspy Owcze | 1:0    | 1:0      | Eliminacje Mistrzostw Europy 2008 |

## Kariera trenerska
W latach 2014–2017 pracował jako asystent trenera FK Žalgiris Wilno. W okresie 2015–2016 prowadził rezerwy tego klubu. W 2017 roku objął posadę asystenta selekcjonera reprezentacji Litwy U-21.
Od 2021 roku Skerla prowadzi grającą w A Lyga FC Hegelmann Litauen. 

## Sukcesy
FK Žalgiris Wilno
- mistrzostwo Litwy: 2013
- Superpuchar Litwy: 2013
- Puchar Litwy: 1996/97, 2011/12, 2012/13

PSV Eindhoven
- mistrzostwo Holandii: 1999/00

Jagiellonia Białystok
- Puchar Polski: 2009/10
- Superpuchar Polski: 2010[12]